# Wszechświat de Sittera
Wszechświat de Sittera (lub rozwiązanie de Sittera) – Wszechświat z prawem ekspansji:
{\displaystyle a(t)\;\sim \;e^{Ht},}
gdzie {\displaystyle a(t)} jest czynnikiem skali, {\displaystyle t} czasem kosmicznym, a {\displaystyle H} parametrem Hubble’a.
Rozwiązanie de Sittera opisuje sytuację, gdy stała kosmologiczna jest dodatnia, a gęstość materii równa zero.
W przypadku rozwiązania de Sittera nie ma miejsca na Wielki Wybuch – według tego modelu Wszechświat rozszerza się w sposób wykładniczy (gwałtowny), bez początku i bez końca.
Hipotetyczna epoka inflacji może być w przybliżeniu opisywana rozwiązaniem de Sittera.